# Antiochiai iskola
Az antiochiai iskola a 3. században Antiochiában kialakult teológiai reflexió, illetve gondolkodás. Tehát az alexandriai iskolával szemben nem intézmény, és nem annyira meghatározott tanbeli nézet, hanem inkább szentírástudományi és dogmatikai módszer, mely néhány kiemelkedő tudós életművéhez köthető.

## Története
Föltehetően már a 3. század folyamán kialakult a hellén nagyváros profán kultúrájával párhuzamosan a sajátos teológiai gondolkodás is. Első jelentős képviselője Malchion, de iskolaszerűen csak Lukiánosz gyűjtött maga köré tanítványokat. Ő alapozta meg szövegkritikájával az antiochiai iskola szentírásmagyarázati formáját. Ennek az irányzatnak az a sajátossága, hogy különösen nagy figyelmet szentel a kritikailag megvizsgált bibliai szöveg szó szerinti értelmének, nem pedig az allegorikus képzelődésekre fektette a súlyt. Ez különböztette meg az alexandriai iskolától.
A két iskola közötti különbség onnan eredetezhető, hogy az antiochiai teológusok az arám világgal, valamint a rabbinikus zsidósággal kerültek inkább kapcsolatba, míg az alexandriaiakra a hellén zsidóság hatott. Az antióchiai szentírásmagyarázók a leírt szöveget tudományos alapossággal kutatták, arra törekedve, hogy a szent szerzők eredeti szándékát derítsék ki. Teológiájukban realisták, inkább Arisztotelész, mint Platón filozófiájának követői. Teológiai módszerükben az indukciót mint a redukciót alkalmazták. Gondolkodásuk szemita területen maradt, az egyetlen Isten transzcendenciájához kötődve, ami miatt tagadták, hogy Krisztusban csak egyetlen természet van, és ragaszkodtak Jézus minél teljesebb emberségéhez (alulról jövő krisztológia). A tüzetesebb vizsgálódás során megmutatkozik az is, hogy az antiochiai iskola is használt allegorikus képeket: Krisztust keresi már az Ószövetségben is.
Teológiájában Lukianosz Szamoszatai Pált követte, az ő tanítványa volt Arius és az arianizmusnak szinte minden jelesebb képviselője. Tőle teljesen függetlenül működött Tarzoszi Theodorosz, aki Euagriosszal (Szent Jeromos mestere) sok tanítványt gyűjtött maga köré és velük együtt aszketikus életet élve kereste az igazságot. Tarzoszi Diodórosz tanítványa volt Mopszvesztiai Teodorosz és Aranyszájú Szent János is.
Az iskola, mivel túlhangsúlyozta Krisztus tökéletes emberségét, az ebből sarjadt nesztorianizmus miatt a 4. század folyamán elsorvadt.